# Ценосфери

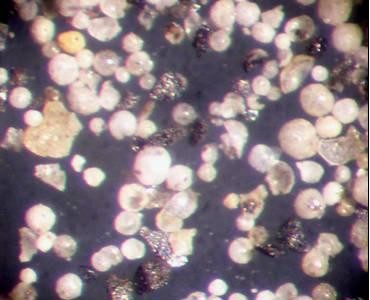
Ценосфери — округлі утворення в золі виносу ТЕС.

Ценосфе́ри — порожнисті алюмосилікатні кульки, що утворюються в топках ТЕС за високотемпературного факельного спалювання вугілля.

## Загальна характеристика
Ценосфери — порожнисті тверді частинки малого розміру, які утворюються у складі золи виносу за спалювання вугілля на ТЕС, ГРЕС. Під час згорання тонкоподрібнених частинок вугілля домішки оксиду алюмінію, кремнію та інших елементів, присутніх в природному вугіллі, при високій температурі утворюють складні силікати, що приймають в розплавленому стані сферичну форму. За рахунок розчинених в силікатах газів відбувається роздування сферичних мікрокрапель розплавлених силікатів в найдрібніші бульбашки — мікросфери (рис. 1). Зола виносу (шлак) після спалювання вугілля відкачується по трубопроводах в спеціально відведені котловани (золовідвали). У воді відбувається розділення легких і важких фракцій. Легкі частинки густиною 0,40 — 0,70 г/смЗ спливають на поверхні води. Це є мікросфери — унікальний матеріал, який більше 30 років використовується в різних галузях промисловості.
За своїми властивостями мікросфери з енергетичної золи близькі до порожнистих мікросфер, які отримують з розплавів промисловими методами. Суттєво, що вартість порожнистих мікросфер із золи ТЕС, ГРЕС у декілька разів нижча за отримувані промисловими методами. Мікросфери мають форму, близьку до сферичної, і гладеньку зовнішню поверхню. Діаметр варіює від 5 до 500 мкм. Газова фаза, законсервована усередині мікросфер, складається в основному з азоту, кисню і оксиду вуглецю.
Розмір ценосфер складає в середньому від 20 до 500 мкм. Стінки суцільні, непористі, товщиною від 2 до 10 мкм. Ценосфери заповнені сумішшю азоту і діоксиду вуглецю під зниженим тиском (близько 0.3 атм). Входять до складу золи виносу ТЕС, яка містить до 1-5 % ценосфер.

### Отримання
У Національному гірничому університеті (м.Дніпропетровськ) розроблена флотаційна технологія вилучення ценосфер з золи виносу ТЕС. Крім того, з цією метою застосовують магнітні та гравітаційні методи збагачення.

## Властивості
Насипна густина — 0,35-0,45 г/смЗ. Густина матеріалу стінок частинок — 2,5 г/смЗ. Розмір частинок — 5-500 мкм. Товщина оболонки сфери — 10 % від діаметра. Склад газової фази усередині сфер: СО2 — 70 %, N2 — 30 %. За 0,7 г/смЗ густина мікросфери складає приблизно 25 % густини інших мінеральних наповнювачів.
Завдяки формі частинок мікросфери як сипкий матеріал мають підвищену текучість, що забезпечує хороше заповнення форм і витікання з бункерів. Їх легко розбризкувати, нагнітати насосом, наносити шпателем тощо. Ценосфери забезпечують мінімальне відношення площі поверхні до займаного об'єму і найбільш компактне укладання. Коефіцієнт укладання — 60-80 % теоретичного. Форма частинок мікросфер як наповнювача дозволяє змінювати в'язкість полімерних матеріалів і ґуми. Усадка ценосфер. низька.
Міцність стиснення у 3-10 разів перевищує міцність порожнистих скляних сфер. Межа міцності стиснення — 150—280 кг/см2 . Твердість за шкалою Мооса — 5-6. Така міцність ценосфер достатня щоб витримати процеси змішування, присадки і обробки. Ценосфери хімічно інертні і можуть використовуватися в розчинниках, органічних розчинах, воді, кислотах або лугах без втрати властивостей. Завдяки високій термостійкості мікросфери не втрачають своїх міцнісних властивостей до температури 980 °С. Температура плавлення — не нижче 1300 °С.

## Застосування
Ценосфери мають унікальні теплоізоляційні властивості і використовуються для спеціальних теплоізоляційних покриттів, наприклад, у космічній техніці.
Основними споживачами мікросфер є підприємства нафтової і газової промисловості (тампонажні матеріали для свердловин, бурові розчини, дробильні матеріали, вибухові речовини), виробники ізоляційних та теплоізоляційних матеріалів і покриттів, вогнетривів, виробники будівельних сумішей, будівельних матеріалів та надлегких бетонів, виробники фарб, захисних матеріалів, покрівельних покриттів, звукоізоляційних та теплоізоляційних покриттів. Мікросфери використовуються також при виробництві пластмас і в автомобілебудуванні (гальмівні колодки, пластмасові матеріали, композити, шини, звукозахисні матеріали, ґрунтовка), а також як наповнювачі при виробництві пластмас.
Галузі застосування. Сукупність унікальних властивостей мікросфер — низька щільність, малі розміри, сферична форма, висока твердість і температура плавлення, хімічна інертність — зумовлює щонайширший спектр застосування мікросфер в сучасній промисловості.
- Нафтова промисловість: тампонажні матеріали для нафтових свердловин, бурові розчини, дробильні матеріали, вибухові речовини.

- Будівництво: надлегкі бетони, вапняні розчини, рідкі розчини, цементи, штукатурка, покриття, крівлі і звукозахисні матеріали, фарба, захисні покриття, декоративні матеріали.

- Кераміка: вогнетривкі матеріали, вогнетривка цегла, покриття, ізоляційні матеріали, вогнетривкі покриття.

- Пластиди: нейлонові, поліетиленові, поліпропіленові та інші матеріали різної густини.